# Humphrey, New York
Humphrey är en kommun (town) i Cattaraugus County i delstaten New York. Vid 2020 års folkräkning hade Humphrey 701 invånare.